# Dicranota brevicornis
Dicranota (Paradicranota) brevicornis là một loài ruồi trong họ Pediciidae. Chúng phân bố ở vùng sinh thái Palearctic.